# 広島県立安芸府中高等学校
広島県立安芸府中高等学校（ひろしまけんりつ あきふちゅうこうとうがっこう）は、広島県安芸郡府中町山田にある公立高等学校。近隣地域での呼び名は校歌から取った「安芸府」である。
普通科に加えて、以前からあった英語類型を発展解消させて、広島県内唯一の国際科が設けられているのが特徴である。海外姉妹校との交流や世界各国からの留学生の受け入れ・派遣も行なっている。
第二次ベビーブーム世代が高校生の時は1学年11クラス（普通科9クラス・国際科2クラス）と言う広島県内でも有数の生徒数の多い高等学校だったが、2011年度には1学年5クラス（普通科4クラス・国際科1クラス）になり、一時期に比べ生徒数は減少している。
広島県内の公立高校入試で学区制があったころ（旧第3学区安芸地区では隣の広島県立海田高等学校とトップを争っていた）は有名大学への進学者もかなり多く、学区内から優秀な中学生が多く集まってきていた。近隣の国公立大学や関関同立などを中心に県外の有力私立大学にも多くの進学者を出していたが、学区制が撤廃された現在は広島県内の私立大学・短期大学・専門学校への進学者が多い。就職者・公務員は合わせて毎年一桁程度である。
普通科に帰国生徒枠が作られている。これは主に同じ府中町内に本社を置く、日本の多国籍企業であるマツダの海外駐在社員の子女のためでもある。

## 沿革
- 1980年 - 現在地において開校（開校時の住所は府中町字倉輪田山372番地の1）普通科のみ6クラス（定員270名）。
- 1982年 - 定員を450名（10クラス）に増員（その内2クラスを普通科英語類型として設置決定）。
- 1989年 - 創立10周年記念式典挙行。
- 1991年 - 英語類型を発展解消させて「国際科」を2クラス設置、全県からの生徒募集が可能になる。
- 2000年 - 創立20周年記念式典挙行。
- 2010年 - 創立30周年記念式典挙行。
- 2011年 - 新入生から国際科が1クラスになる、普通科は4クラス。
- 2020年 - 創立40周年記念式典挙行。

## 設置学科
- 普通科
- 国際科

## 校訓
- 自主自律・好学愛知・心身錬磨

## 著名な卒業生
- 五島朋幸（歯科医師・ラジオパーソナリティ・作家）2期生
- 森内雅樹（カリスマ美容師）5期生
- 後藤拓也（地理学者、高知大学准教授）10期生
- 長谷川恵子（高知放送アナウンサー）10期生
- 阿江孝一（元プロサッカー選手）13期生
- 津野瀬果絵（テレビ西日本アナウンサー）14期生
- 久保帯人（漫画家）14期生
- 高尾祥子（女優）16期生
- 陣内一真（音楽家）16期生

## 同窓会
- 同窓会は銀杏会（ぎんきょうかい）と言う。校内に銀杏の木が多いため。毎年8月に広島市内で同窓会大会を開催している。学校内に銀杏会館という同窓会館があるが普段は空いてなく、ほとんどの生徒は利用したことがない。

## 近隣施設
- 揚倉山健康運動公園
- 府中町立府中中学校
- 府中町立府中東小学校
- 瀬戸ハイム団地
- 出雲大社広島教会
- 出雲大社広島分院
- 安芸瀬戸ハイム簡易郵便局

## 交通アクセス
- 最寄り駅はJR西日本山陽本線向洋駅もしくは天神川駅である。そこから広電バス 「安芸府中高校入口」バス停下車徒歩5分程度

## その他
- 体育祭では伝統の「安芸府高体操」という奇妙な体操が披露される。
- 県内東部の府中市には広島県立府中高等学校という名前が似通った高等学校が存在する。
- 広島県内では初の男女ともブレザー型の制服を制定した（現在は2代目）冬服のカッターシャツが黄色でよく目立つ。